# Cambaytherium
Cambaytherium ist eine ausgestorbene Gattung aus der Familie der Cambaytheriidae. Sie lebte während des Unteren Eozäns vor nahezu 55 Millionen Jahren auf dem Indischen Subkontinent. Funde von Cambaytherium stammen bisher nur aus der Cambay-Shale-Formation im westlichen Indien und umfassen mehr als 200 Objekte mit Resten von Schädeln, Zähnen und des Körperskeletts. Die wissenschaftliche Erstbeschreibung der Gattung ebenso wie der Familie erfolgte im Jahr 2005. Anfänglich wurde eine Zuordnung an die Basis der Unpaarhufer favorisiert, wobei einige Wissenschaftler auch eine Stellung nahe den Rüsseltieren innerhalb der Tethytheria vorschlugen. Die an dem umfangreichen Material durchgeführten neuen Studien zu den systematischen Beziehungen erlauben nun eine Zuordnung nicht mehr an die Basis der Unpaarhufer, sondern in ein nahes Verwandtschaftsverhältnis zu ihnen. Das Auffinden der Gattung auf dem Subkontinent, der damals eine Insel darstellte und gen Norden in Richtung der asiatischen Festlandsmasse driftete, ermöglicht Einblicke in den Ursprung und die frühe Entwicklung der Unpaarhufer, die Überlegungen zufolge in Asien entstanden.

## Merkmale
Cambaytherium war ein mittelgroßes Tier. Kleine Vertreter wogen Rekonstruktionen zufolge etwa 10 bis 23 kg und erreichten damit die Größe eines heutigen Pekari. Große Formen wurden bis zu 99 kg schwer. Der Schädel zeigte Eigenschaften der frühen Unpaarhufer. Dazu gehören unter anderem der nur kleine Naseninnenraum. Das Nasenbein reichte nicht in das Stirnbein hinein, so dass die Knochennaht zwischen diesen deutlich quer zur Längsrichtung des Schädels verlief und beide Knochen einen eher geraden Abschluss hatten. Die Orbita lag oberhalb der hinteren Backenzähne, was damit abweichend von den Tethytheria mit ihren sehr weit vorn im Schädel liegenden Augenfenstern ist. Der Jochbogen war vollständig ausgebildet. Am Unterkiefer trat eine geschlossene Symphyse auf, sie reichte etwa bis zum zweiten Prämolaren. Der horizontale Knochenkörper zeigte eine einheitliche Tiefe unterhalb der Backenzahnreihe und verschmälerte sich nur nach vorn zur Symphyse hin. Die Gelenkäste stiegen steil auf, sodass sich die Gelenke deutlich über den Zähnen befanden. Der Kronenfortsatz bog nach hinten ab und war in seiner Größe reduziert. Am hinteren Ende des Unterkiefers zog der Winkelfortsatz deutlich aus. Das Gebiss bestand aus der vollständigen Zahnanzahl der frühen Höheren Säugetiere und lautete somit: {\displaystyle {\frac {3?.1.4.3}{3.1.4.3}}}. Die Schneidezähne waren relativ klein und von spatelartiger oder gerundeter Form. Der Eckzahn ragte deutlich über die Schneidezähne hinaus. Zum hinteren Gebiss bestand ein kurzes Diastema, ebenso zwischen dem ersten und zweiten Prämolar. Die Prämolaren insgesamt zeigten keine Ansätze von Molarisierung, ähnelten den hinteren Backenzähnen also nur wenig. Charakteristisch für die Molaren war der höckerige (bunodonte) Aufbau der Kaufläche, wobei die Höcker relativ groß wurden und so eine konische hohe Form besaßen. Je zwei der Höcker bildeten eine Reihe. Aufgrund des Aufbaus der Höckerchen bestand noch keine Ausprägung der für die Unpaarhufer typischen lophodonten Zähne (mit quergestellten Zahnschmelzleisten). Auf den ersten beiden Molaren gab es zwei Reihen von Höckern, der letzte Molar wies eine zusätzliche dritte auf. Die Größe der Backenzähne nahm nach hinten zu. Der erste Molar erreichte im Unterkiefer eine Länge von 1,1 bis 1,3 cm, der dritte von 1,5 bis 1,9 cm.
Das Körperskelett zeigte eine relativ robuste Gestaltung. Auffällig sind die Wirbelbögen der Lendenwirbel, die stark miteinander artikulierten. Der Oberarmknochen war robust, besaß aber ein schmales unteres Gelenkende. Die Elle zeichnete sich durch ein kräftiges oberes Gelenkende (Olecranon) und einen nur leicht gebogenen Lauf im unteren Bereich aus. Das Olecranon nahm rund 21 % der Gesamtlänge des Knochens ein, was in der Variationsbreite früher Unpaarhufer liegt. Die Speiche war vollständig vor der Elle positioniert. Der Oberschenkelknochen wies einen für Unpaarhufer typischen dritten Rollhügel (Trochanter) als Muskelansatzstelle am Schaft auf. Dieser lag etwas nach oben versetzt, etwa auf der Höhe des unteren Endes des kleinen Rollhügels. Der große Rollhügel hingegen war erhaben und überragte den Gelenkkopf. Schien- und Wadenbein waren nicht miteinander verwachsen. Vorder- und Hinterbeine endeten in jeweils fünf Strahlen, was von den frühen Unpaarhufern abweicht. Die Innenstrahlen des Vorder- und Hinterfußes (Strahl I) waren möglicherweise in ihrer Länge bereits stark reduziert, sie sind bisher aber nur anhand der Gelenkfazetten nachgewiesen. Der Mittelstrahl der Hände und Füße (Strahl III) wies jeweils die größte Länge auf, womit die Füße schon die typische mesaxonische Ausprägung der Unpaarhufer zeigten. Insgesamt erwiesen sich die Metapodien als sehr robust und kurz. Die Gestaltung der Endphalangen der Finger und Zehen indiziert zudem das Vorhandensein von Hufen. Als weiterer Hinweis auf eine nahe Verwandtschaft mit den Unpaarhufern besaß das Sprungbein die für diese Gruppe charakteristische sattelförmige Einsenkung des unteren Gelenkendes.

## Fossilfunde
Funde von Cambaytherium stammen bisher nur aus der Cambay-Shale-Formation im westindischen Bundesstaat Gujarat. Die Cambay-Shale-Formation ist 75 bis 1500 m mächtig und stellt eine fossilreiche Gesteinsablagerung dar, die die ältesten Wirbeltierreste des Känozoikums auf dem Subkontinent enthält. Aufgeschlossen ist sie weitgehend in den Kohleminen von Vastan und Mangrol rund 40 km nordöstlich von Surat. Die Formation besteht aus Schiefer, Ton- und Sandsteinen, in denen zwei Kohlelagen eingebettet sind. Die Vertebratenreste kamen in dünnen tonhaltigen Silten von 5 m Länge und 30 cm Mächtigkeit zu Tage, die rund 1 bis 3 m oberhalb des untersten Kohleflözes lagern. Diese Linsen entstanden unter küstennahen Bedingungen, ihr Alter wurde mit Hilfe von Dinoflagellaten und Isotopenuntersuchungen auf über 54 Millionen Jahren datiert. Dies entspricht dem Unteren Eozän und liegt zeitlich etwa 1,5 bis 1 Million Jahre nach dem Paläozän/Eozän-Temperaturmaximum. Die Funde können zahlreichen frühen Säugetieren zugewiesen werden, etwa urtümlichen Primaten, Paarhufern oder Nagetieren, aber auch heute ausgestorbenen Linien wie den Tillodontia. Neben den Säugetieren sind außerdem Vögel, Reptilien, Amphibien und Fische nachgewiesen.
Innerhalb der Wirbeltiergemeinschaft tritt Cambaytherium relativ zahlreich auf. Insgesamt sind über 120 Kiefer- und Zahnreste, darunter Schädel eines erwachsenen und juvenilen Tieres, und rund 100 Teile des Körperskeletts, etwa Wirbel und Gliedmaßenelemente,  gefunden worden. Die ersten entdeckten Funde der Gattung umfassten weitgehend Gebissreste und isolierte Zähne und wurden kurz nach dem Erstnachweis fossilführender Schichten getätigt. Dieser wurde zu Beginn des dritten Jahrtausends erbracht und zog intensive Feldforschungen nach sich. Aufgrund dieser Untersuchungen vor Ort konnte umfangreicheres Material entdeckt werden, das somit genauere Aussagen zur systematischen Zuordnung ermöglicht.

## Paläobiologie
Im gesamten Körperbau zeigt Cambaytherium eine Mischung aus Eigenschaften schnellläufiger und weniger schnellen Tieren. Die wenigen erhaltenen Brustwirbel und die eng miteinander verbundenen Lendenwirbel verweisen darauf, dass der Rücken bei Cambaytherium steifer und nicht so beweglich war wie etwa im Vergleich zu frühen Pferdeformen wie Sifrhippus. Die frühesten Pferde besaßen einen im schnellen Lauf flexiblen Rücken, ähnlich wie es heute als Extrembeispiel bei den Geparden ersichtlich ist. Der beim Galopp charakteristisch steife Rücken der Pferde bildete sich erst im Verlauf ihrer Stammesgeschichte mit der deutlichen Größenzunahme aus. Cambaytherium scheint diese Merkmal in gewisser Weise vorweggenommen zu haben. Dem gegenüber können zahlreiche Merkmale des Bewegungsapparates mit einer schnellläufigen (cursorialen) Fortbewegung in Verbindung gebracht werden. Die Vordergliedmaßen von Cambaytherium wiesen nur eine gewisse Rotationsmöglichkeit im Bereich des Ellenbogengelenks auf, was durch das schmale untere Gelenk des Oberarmknochens und die obere Verbindung zwischen Elle und Speiche angezeigt wird. Ähnlich verhält es sich mit den Hintergliedmaßen, bei denen unter anderem die Fazette zur Artikulation mit dem Sprungbein die gesamte untere Fläche des Schienbeins einnimmt. Dadurch entsteht eine Art Zapfenverbindung, die den Fuß auf längsgerichtete (parasagittale) Bewegungen beschränkte. Eine vergleichbare Bewegungsrichtung lassen die hohe Lage des großen Rollhügels und die nach oben verschobene Position des dritten Rollhügels am Oberschenkelknochen annehmen. Die Anordnung der Finger- und Zehenglieder wiederum unterstützen einen Zehen- oder Zehenspitzengang. Diese zumeist generellen Eigenschaften schnellläufiger Tiere werden aber durch den robusten Bau der Gliedmaßen etwas abgeschwächt. Dies findet sich auch in den eher kurzen unteren Abschnitten der Vorder- und Hinterbeine wieder, während bei cursorialen Tieren diese zu Verlängerungen tendieren. Insgesamt erscheint Cambaytherium dadurch gegenüber den frühesten Unpaarhufern in seiner Fortbewegung stärker generalisiert gewesen zu sein.
Der höckerige Bau der Backenzähne und deren niedrige Zahnkronen sprechen allgemein für eine stärker alles- bis pflanzenfressende Ernährung. Analysen der Zähne erbrachten einige Details zur Ernährungsweise. Größere Individuen von Cambaytherium, die zur Art C. thewissi, gezählt werden, zeigen eine starke Beanspruchung der Kauoberflächen, die schon in der frühen Individualentwicklung einsetzte. Bei diesen erwiesen sich die Höcker der vorderen Mahlzähne als bereits dann deutlich abgekaut, wenn der hinterste Molar seine vollständige Wuchshöhe erreicht hatte. Außerdem dominierten laut den Abnutzungsspuren senkrechte Kaubewegungen vor horizontalen. Es wird daher angenommen, dass C. thewissi wohl zähere Pflanzenteile wie harte Früchte oder Nüsse konsumierte. Bei den durchschnittlich kleineren Tieren der Art C. gracilis sind diese Merkmale nicht so stark ausgeprägt und die Zähne allgemein weniger robust. Hier überwogen wohl weichere Pflanzen im Nahrungsspektrum. Der bei Cambaytherium massige Winkelfortsatz sowie der in seiner Größe reduzierte Kronenfortsatz und die hohe Lage des Unterkiefergelenkes können als typisch für Pflanzenfresser angesehen werden, die eine kräftiger ausgeprägte Masseter-Muskulatur besitzen, während gleichzeitig der Schläfenmuskel deutlicher reduziert ist.

## Systematik
Cambaytherium ist eine Gattung aus der ausgestorbenen Familie der Cambaytheriidae. Gattung und Familie wurden zusammen im Jahr 2005 von Sunil Bajpai und Forscherkollegen wissenschaftlich erstbeschrieben. Grundlage für die Erstbeschreibung bildeten mehrere Unter- und Oberkiefer sowie einzelne Zähne aus der Cambay-Shale-Formation im indischen Bundesstaat Gujarat. Der Holotyp (Exemplarnummer IITR/SB/VLM 505) umfasst einen Unterkiefer, an dem sowohl rechts als auch links die Zähne vom letzten Prämolaren bis letzten Molaren erhalten sind. Der Name Cambaytherium setzt sich aus der Bezeichnung für die Cambay-Shale-Formation, die wiederum nach der Stadt Khambhat (Cambay) und dem Golf von Khambhat benannt ist, und dem griechischen Wort θηρίον (thēríon „Tier“) zusammen. Innerhalb der Cambaytherien werden heute weitere Gattungen unterschieden. Dazu gehören unter anderem Perissobune, das im Jahr 2014 über einen Unterkiefer aus der Ghazij-Formation in Pakistan beschrieben worden war, sowie das anhand eines Oberkiefers aus Belutschistan im Jahr 1999 benannte Nakusia. Eine weitere Gattung, Indobune, beruhte auf einigen Oberkieferteilen aus der Cambay-Shale-Formation und wurde 2006 eingeführt, sie ist aber neueren Untersuchungen zufolge als identisch mit Cambaytherium anzusehen. Gleiches ist für Kalitherium anzunehmen. Die Form wurde im selben Jahr mit einem relativ vollständigen Schädel ebenfalls aus der Cambay-Shale-Formation vorgestellt, im Jahr 2020 aber mit Cambaytherium vereint.
Heute sind drei Arten von Cambaytherium anerkannt:
- C. gracilis Smith, Kumar, Rana, Folie, Solé, Noiret, Steeman, Sahni & Rose, 2016
- C. marinus (Bajpai, Kapur, Thewissen, Das, Tiwari, 2006)
- C. thewissi Bajpai, Kapur, Das, Tiwari, Saravanan & Sharma, 2005

C. gracilis ist in den Längenmaßen etwa 10 bis 20 % kleiner als C. thewissi. Bestimmte Merkmale des vorderen Gebisses und der Unterkiefersymphyse schließen aber einen Geschlechtsdimorphismus als Erklärung für die Größenunterschiede aus, so dass beide Arten als eigenständig angesehen werden können. C. marinus war der größte Vertreter, er wurde ursprünglich zu Kalitherium gestellt, im Jahr 2020 aber zu Cambaytherium verschoben. In der Erstbeschreibung von Cambaytherium wurden neben C. thewissi zwei weitere Arten, C. bidens und C. minor, aufgestellt, die allerdings heute zu C. thewissi gestellt werden. Der Artname thewissi ehrt J. G. M. Thewissen für seine Arbeit über fossile Säugetiere Indo-Pakistans. (Der Artname müsste korrekterweise thewisseni lauten.)
In der Erstbeschreibung wurden Cambaytherium und die Cambaytherien als stammesgeschichtlich ursprüngliche Vertreter der Unpaarhufer betrachtet, die durch ein bunodontes Kauflächenmuster der Backenzähne charakterisiert sind. Dafür sprach neben dem hohen, ins Untere Eozän zu datierende Alter der Formation auch der Umstand, dass frühe Unpaarhufer wie Cardiolophus oder Hallensia ebenfalls über derartig gebaute Zähne verfügten, allerdings zeigte Cambaytherium die bisher am einfachsten gestalteten Zähne innerhalb dieser Gruppe. Die Zuordnung wurde anfänglich kritisiert mit dem Hinweis, dass auch die weitgehend nur aus Asien überlieferten Anthracobunidae über ein ähnliches Kauflächenmuster verfügten, ebenso wie bei ihnen ein drittes Höckerpaar auf den jeweils letzten Molaren auftrat. Die Anthracobunidae waren damals nur über einzelne Zähne bekannt und galten eigentlich als näher verwandt mit den Rüsseltieren. Aus diesem Grund wurde in der Folgezeit das ursprünglich als eigenständig gesehene Indobune als Angehöriger der Anthracobunidae beschrieben. Ein anderer Vertreter, das mit Cambaytherium nahe verwandte Nakusia, erhielt bereits zuvor eine Stellung in der gleichen Säugetiergruppe.
Das umfangreiche Fossilmaterial, dass seit dessen Erstbeschreibung  zum Vorschein kam und auch postcraniale Skelettelemente beinhaltet, erlaubt nun eine genauere Einschätzung zur systematischen Stellung von Cambaytherium und den Cambaytherien. Demnach stellen sie nahe Verwandte der Unpaarhufer dar, was unter anderem an der Einbuchtung des Naviculargelenks am unteren Ende des Sprungbeins erkennbar ist, eines der definierenden Merkmale der Unpaarhufer, ebenso wie die bereits vorhandene mesaxonische Gestaltung der Hände und Füße mit einem kräftigen und verlängerten Mittelstrahl. Auch am Schädel treten einzelne verbindende Charakteristika auf, so die quer verlaufende Knochennaht zwischen dem Nasen- und Stirnbein. Andere Merkmale wiederum sind stammesgeschichtlich ursprünglich und kommen bei den Unpaarhufern nicht mehr vor wie die generell fünfstrahligen Hände und Füße. Die frühesten Unpaarhufer dagegen hatten vorn vier und hinten drei Strahlen (analog den heutigen Tapiren). Nur Sifrhippus, der bisher früheste bekannte Vertreter der Pferde, verfügte noch über einen stark verkümmerten Außenstrahl am Hinterfuß. Sie verweisen auf eine Abstammung von älteren Entwicklungslinien, die in der heterogene Gruppe der „Condylarthra“ zu suchen sind. Weiterhin fehlen Ansätze von quer stehenden Leisten auf den Kauflächen der Backenzähne, die diesen einen bilophodonten Charakter geben, letzteres wiederum ist generell typisch für Unpaarhufer. Aus diesem Grund werden die Cambaytherien und somit auch Cambaytherium heute als Schwestergruppe der Unpaarhufer gesehen, zudem stehen die Anthracobunidae in einem ebenfalls sehr nahen Verhältnis zu den Unpaarhufern. Eine annähernd ähnliche Verwandtschaftsdiagnose ergab eine nahezu gleichzeitige Studie, die auf Schädel- und Unterkiefermaterial basiert. Auch hier stehen die Cambaytheriidae in einer engen Beziehung zu den Unpaarhufern und werden als „Stamm-Unpaarhufer“ angesehen. In den unmittelbar näheren Verwandtschaftskreis sollen dieser Untersuchung zufolge neben den Anthracobunidae auch die semiaquatisch lebenden Desmostylia gehören, denen sonst allgemein ebenfalls ein nahes Verhältnis zu den Rüsseltieren und somit den Tethytheria zugeschrieben wird. In einer Studie aus dem Jahr 2020 wurden die Cambaytheriidae zusammen mit den Anthracobunidae in einer gemeinsamer Gruppe zusammengefasst, die die Bezeichnung Anthracobunia erhielt. Sie steht nun als Schwesterklade den Unpaarhufern gegenüber, beide Gruppen gemeinsam formen das übergeordnete Taxon der Perissodactylamorpha. In dieser Ansicht wurden somit die Anthracobunidae aus der Nahverwandtschaft der Rüsseltiere ausgeschlossen.
Die Unpaarhufer stellten in ihrer stammesgeschichtlichen Vergangenheit eine der vielfältigsten Gruppen der Höheren Säugetiere dar. Sie tauchten relativ unvermittelt zu Beginn des Unteren Eozäns vor rund 56 Millionen Jahren sowohl im heutigen Nordamerika als auch in Eurasien auf. Häufig wurde eine Herkunft aus dem asiatischen Bereich befürwortet. Die Funde von nahen Verwandten der Unpaarhufer in der Cambay-Shale-Formation könnten diese Ansicht unterstützen und die Entstehungsregion auf Südasien einschränken. Während des Untereozäns war der indische Subkontinent eine Insel, die sich nach ihrer Abtrennung von Madagaskar Richtung Norden auf Asien zubewegte, die Kollision erfolgte vor 50 Millionen Jahre oder später. Eine eventuelle Inselbrücke könnte die Insel damals mit der afroarabischen Landmasse verbunden haben, über die Vorfahren der Unpaarhufer den indischen Subkontinent erreichten. Dadurch wäre auch die Anwesenheit einiger eher originär europäischer Formen, etwa von frühen Primaten oder Nagetieren, in der Cambay-Shale-Formation erklärbar. Ungefähr zeitgleich zu diesen Funden treten in der Ghazij-Formation in Belutschistan frühe Unpaarhufer auf, die teilweise noch Cambaytherium ähneln, aber auch weiter entwickelte Formen der frühen Tapiromorpha und Hippomorpha einschließen. Das heutige Belutschistan wird dabei als eigenständige, vom indischen Subkontinent durch eine Meerstraße getrennte Insel angesehen. Um diese Überlegungen genauer zu überprüfen und zu testen fehlen in beiden Regionen aber bisher Fossilreste aus dem Paläozän.